# 다바타 마사지

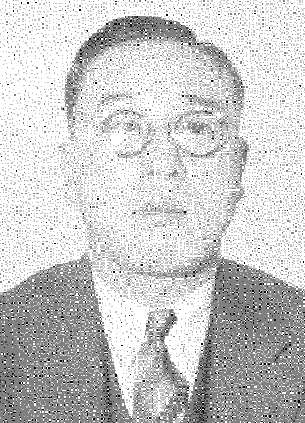
다바타 마사지

다바타 마사지(일본어: 田畑政治, 1898년 12월 1일 ~ 1984년 8월 25일)는 일본의 기자, 수영 감독이다. 1964년 하계 올림픽 유치 활동의 중심 인물의 한 사람으로서 유명하다.

## 연기 배우
- 와타비키 카츠히코
- 니시다 토시유키
- 아베 사다오

## 같이 보기
- 이다텐~도쿄 올림픽 이야기~